# Камінь-Каширська волость
Камінь-Каширська волость — адміністративно-територіальна одиниця Ковельського повіту Волинської губернії Російської імперії. Волосний центр — село Кам'яний Коширськ.
Станом на 1885 рік складалася з 16 поселень, 12 сільських громад. Населення — 6861 осіб (3479 чоловічої статі та 3382 — жіночої), 977 дворових господарства.
|                     | Площа, десятин | У тому числі орної, десятин |
| ------------------- | -------------- | --------------------------- |
| Сільських громад    | 16334          | 6853                        |
| Приватної власності | 8587           | 1350                        |
| Казенної власності  | 2008           | 256                         |
| Іншої власності     | 486            | 225                         |
| Загалом             | 27415          | 8684                        |

Основні поселення волості:
- Камінь-Каширськ — колишнє власницьке село за 46 верст від повітового міста, 989 осіб, 152 двори; волосне правління, 2 православних церкви, костел, школа, 4 постоялих двори, постоялий будинок, 20 лавок, 12 ярмарок, кінний млин.
- Воєгоще — колишнє власницьке село при річці Олесі, 459 осіб, 65 дворів, православна церква, водяний млин, вітряк.
- Камінська Гута — колишнє власницьке село, 402 особи, 68 дворів, православна церква, постоялий будинок, вітряк.
- Кримне — колишнє власницьке село, 666 осіб, 123 двори, православна церква, школа, постоялий будинок, 2 ярмарки.
- Лядське Ольбле — колишнє власницьке село, 590 осіб, 61 двір, постоялий будинок.
- Полиці — колишнє власницьке село, 849 осіб, 129 дворів, православна церква, школа, вітряк.
- Раків Ліс — колишнє власницьке село, 930 осіб, 127 дворів, православна церква, школа, постоялий будинок, кінний млин, винокурний завод.
- Руське Ольбле — колишнє державне село, 640 осіб, 105 дворів, православна церква, школа, постоялий будинок.